# Гудимы-Левковичи
Гудимы-Левковичи (пол. Lewkowicz) — малороссийский дворянский род.
Потомство Петра Левковича, дворянина киевского, пожалованного именьями по универсалу гетмана Ивана Мазепы, в 1692 г., внесено в VI часть родословной книги Киевской, II и III части Полтавской, Симбирской и Харьковской губерний. Потомство Станислава Гудимы, полковника в 1781 г., записано в I часть родословной книги Черниговской губернии.

## Известные представители
- Гудим-Левкович, Анатолий Викторович (1844—1905), учредитель Киевского земельного банка, председатель Промышленного банка, камергер.
  - Гудим-Левкович, Анатолий Анатольевич (1893—1920) — штабс-ротмистр 9-го уланского Бугского полка, георгиевский кавалер, участник Белого движения.
- Гудим-Левкович Иван Васильевич (1815–1872) — врач, участник обороны Севастополя, главный врач Николаевского морского госпиталя
- Гудим-Левкович, Николай Акимович (1796—1866), полковник Кавалергардского полка, Васильковский уездный предводитель дворянства.
  - Гудим-Левкович, Сергей Николаевич (1842—1886), киевский губернатор.
- Гудим-Левкович, Павел Константинович (1842—1907), генерал от инфантерии, член Государственного совета.
  - Гудим-Левкович, Павел Павлович (1873—1953), генерал-майор, военный агент в Греции.

## Описание герба
В щите, имеющем голубое поле, изображён серебряный якорь.
Щит увенчан дворянскими шлемом и короною со страусовыми перьями. Намёт на щите голубой, подложенный серебром. Герб рода Гудим-Левковичей внесён в Часть 8 Общего гербовника дворянских родов Всероссийской империи, стр. 125.